# Албертакс
Албертакс (фр. Albertacce) насеље је и општина у Француској у региону Корзика, у департману Горња Корзика која припада префектури Кор.
По подацима из 2011. године у општини је живело 219 становника, а густина насељености је износила 2,25 становника/km². Општина се простире на површини од 97,12 km². Налази се на средњој надморској висини од 867 метара (максималној 2.558 m, а минималној 785 m).

## Демографија
| 1962. | 1968. | 1975. | 1982. | 1990. | 1999. | 2011. |
| ----- | ----- | ----- | ----- | ----- | ----- | ----- |
| 317   | 373   | 357   | 323   | 200   | 200   | 219   |

График промене броја становника у току последњих година